# يزيد بن أبي عبيد
أبو خالد يزيد بن أبي عبيد المدني الأسلمي، (-147 هـ) مولى سلمة بن الأكوع، محدث من بقايا التابعين الثقات، توفي سنة سبع وأربعين ومائة.

## روايته للحديث
- حدث عن: مولاه سلمة بن الأكوع وعن عمير مولى آبي اللحم .

- حدث عنه: حاتم بن إسماعيل ويحيى القطان وحماد بن مسعدة وأبو عاصم النبيل ومكي بن إبراهيم وآخرون.
- مرتبته عند علماء الجرح والتعديل:

- أبو حاتم بن حبان البستي : ذكره في الثقات .
- أبو دواد السجستاني : ثقة.
- أحمد بن صالح الجيلي : ثقة.
- ابن حجر العسقلاني : ثقة.
- الذهبي: صدوق.
- محمد بن سعد كاتب الواقدي: ثقة كثير الحديث.
- يحيى بن معين : ثقة.[2]